# Ejército de Pakistán
El Ejército de Pakistán (en urdu: پاکستان فوج‎, romanizado: Pākistān Fãuj, ˈpaːkɪstaːn faːɔːdʒ), comúnmente conocido como el Ejército Paki (en urdu: پاک فوج‎, romanizado: Pāk Fãuj) es la rama del servicio terrestre y el componente más grande de las Fuerzas Armadas de Pakistán. El presidente de Pakistán es el comandante supremo del ejército. El jefe del Estado Mayor del Ejército (COAS), un general de cuatro estrellas, comanda el ejército. El ejército se creó oficialmente en agosto de 1947 después de que independencia de Pakistán del Imperio británico.
Según las estadísticas proporcionadas por el Instituto Internacional de Estudios Estratégicos (IISS) en 2023, el ejército de Pakistán tiene aproximadamente 560.000 efectivos en servicio activo, apoyados por la Reserva del Ejército de Pakistán, la Guardia Nacional y las Fuerzas Armadas Civiles. El ejército de Pakistán es el sexto ejército más grande del mundo. El Ejército de Pakistán es el ejército más grande del mundo islámico.